# تپه کانی به بو
تپه کانی به بو مربوط به سدهٔ ۶ تا ۸ ه‍.ق - سدهٔ ۱۰ تا ۱۲ ه‍.ق است و در شهرستان اشنویه، بخش مرکزی، دهستان اشنویه شمالی، روستای علی‌آباد واقع شده و این اثر در تاریخ ۷ اسفند ۱۳۸۵ با شمارهٔ ثبت ۱۷۷۴۴ به‌عنوان یکی از آثار ملی ایران به ثبت رسیده است.